# Veliko Korenovo
Veliko Korenovo – wieś w Chorwacji, w żupanii bielowarsko-bilogorskiej, w mieście Bjelovar. W 2011 roku liczyła 534 mieszkańców.